# Emanuel Ernst
Emanuel Ernst (* 11. November 1979 in Köln) ist ein deutscher Westernreiter.

## Werdegang
Da seine Eltern Ponys züchteten, ritt er bereits in seiner Kindheit.
Mit 15 Jahren ging er für drei Monate zu Jeff Kasten in die USA. Dort lernte er die Quarter Horses und den Reining-Sport kennen und sein Interesse wurde geweckt.
Ein Jahr später folgte ein weiterer Aufenthalt bei Jeff Kasten, diesmal für sechs Monate. Nach seiner Deutschlandrückkehr bekam er die Quarter Horsestute April Bar Whiz, die er selbst ausbildete und ab 1997 auf Turnieren vorstellte.
18-jährig, nach seiner Mittleren Reife, zog er nach Italien, wo er zweieinhalb Jahre als Co-Trainer für Markus Schöpfer arbeitete. Im Anschluss daran ging er erneut nach Amerika um als Co-Trainer für Craig Schmersal zu arbeiten. Nach seinem Zivildienst machte er sich im Jahr 2003 auf seiner eigenen Anlage in Windeck selbständig.
Im Jahr 2007 wurde er Deutscher Meister. Bei den Weltreiterspielen 2010 in Lexington (Kentucky) belegte er mit dem Team Platz sechs.
Sein jüngerer Bruder Elias Ernst ist ebenfalls aus im Reiningsport aktiv und war 2015 Teil der deutschen Mannschaft bei den Europameisterschaften in Aachen 2015.

## Pferde (Auszug)
- Legends Diamond Doc (* 1999), American-Quarter-Horse-Hengst
- Mr Ruff Enterprise, American Quarter Horse-Hengst